# Konrad Bartelski
Konrad Bartelski (Londra, 27 maggio 1954) è un giornalista ed ex sciatore alpino britannico.

## Biografia

### Carriera sciistica
Sciatore specialista della discesa libera, Bartelski esordì ai Giochi olimpici invernali a Sapporo 1972, classificandosi 43º nella discesa libera e non completando lo slalom gigante e lo slalom speciale; ai Mondiali di Sankt Moritz 1974 giunse 15º nella discesa libera del 9 febbraio. Il 1º febbraio 1975 subì a Megève un grave infortunio durante la discesa libera di Coppa del Mondo, perdendo a lungo conoscenza, ma riuscì a tornare alle gare.
Ai XII Giochi olimpici invernali di Innsbruck 1976 non concluse nessuna delle prove cui prese parte (la discesa libera, lo slalom gigante e lo slalom speciale). Nella successiva rassegna olimpica di Lake Placid 1980, l'ultima cui prese parte, fu invece 12º nella discesa libera, 29º nello slalom gigante e non completò lo slalom speciale.
Il 13 dicembre 1981 conquistò l'unico podio in carriera, nonché primo piazzamento di rilievo, in Coppa del Mondo: fu secondo in discesa libera sulla Saslong della Val Gardena, alle spalle dell'austriaco Erwin Resch per undici centesimi di secondo. L'inatteso risultato destò scalpore nel Circo bianco, essendo stata quella la prima volta in cui uno sciatore britannico riuscì a salire sul podio in Coppa del Mondo. Dopo quel risultato riuscì a conquistare diversi altri piazzamenti tra i primi quindici nel massimo circuito internazionale, sempre in discesa libera (l'ultimo il 6 marzo 1982 sulle nevi di Aspen, 15º); si ritirò nel 1983.

### Carriera giornalistica
Dopo il ritiro dalle competizioni Bartelski intraprese la carriera di commentatore sportivo per radio e televisione, in particolare a Ski Sunday della BBC. Ha anche collaborato con numerose testate cartacee, tra le quali The Guardian, Daily Mail, Sunday Telegraph, Sunday Times e The Times.

## Palmarès

### Coppa del Mondo
- Miglior piazzamento in classifica generale: 52º nel 1982
- 1 podio (in discesa libera):
  - 1 secondo posto